# Eva Rubin
Eva Rubin (* 1945 in Templin) ist eine österreichische Architektin. Sie lebt und arbeitet in Kärnten. Ihr Vater war der österreichische Architekt Roland Rainer.

## Leben und Wirken
Eva Rubin studierte an der Akademie für Angewandte Kunst Wien, wo sie 1969 diplomierte. Nach ihrem Studium war sie in den Büros von Roland Rainer, Ottokar Uhl sowie bei Van den Broek en Bakema in Rotterdam tätig. 1972 zog sie nach Kärnten aufs Land und führt seit 1985 als selbstständige Architektin ihr Büro in Klagenfurt. Ihr architektonisches Schaffen ist geprägt vom Umgang mit dem Ort, dem Material und dem Licht – sowohl in atmosphärischer, wie auch in klimatischer Hinsicht.
Schwerpunkte ihrer Tätigkeit als Architektin sind der Wohnbau (Einzelhäuser, Siedlungen), Veranstaltungsbauten (Musik- und Pfarrzentren, Kursaal), Kindergarten- und Schulbauten sowie Umbauten und Innenraumgestaltungen (Ordinationen, Geschäfte, Kaffeehäuser) und Ausstellungsgestaltungen. Die Tätigkeit als Architektin sieht sie als vielschichtige, verantwortungsvolle Aufgabe, die eine starke persönliche Haltung erfordert.
Von 2002 bis 2018 hatte sie eine Lehrtätigkeit an der Fachhochschule Kärnten (Studiengang Architektur) inne.
2010 veröffentlichte Peter Nigst eine Monografie über die Architektin: Eva Rubin – Architektur antwortet.
Eva Rubin lebt in Göltschach bei Maria Rein, ist mit dem Maler und Bildhauer Egon Rubin verheiratet und hat drei Kinder.

## Werke (Auswahl)
Bekannt ist Eva Rubin unter anderem für den Neubau der Volksschule Hörzendorf (2020). Die Volksschule ist Kärntens erste verschränkte Ganztagesschule, die Umsetzung des neuen pädagogischen Konzepts war eine architektonische Herausforderung. Innen ist das Gebäude von ökologischen Materialien (offenporigen Holzoberflächen, Lehmputz), Offenheit und viel natürlichem Licht gekennzeichnet.
Als Musterbeispiel für Ortskernbelebung und Nachverdichtung im ländlichen Raum gilt das Drauforum in Oberdrauburg. Das neue Kulturzentrum wurde auf einen bestehenden Nahversorger (ein eingeschoßiger Supermarkt) gebaut. Besonders statisch war das Projekt eine große Herausforderung, aber auch aus baukultureller Hinsicht wurde die Aufgabe vorbildlich gemeistert, nicht zuletzt durch die Ziegel-Gitterwerke, die die ländliche Bautradition aufgreifen, und die spannende Wegeführung, die über ein denkmalgeschütztes Gebäude und den Innenhof in das Kulturzentrum führt.
Eine Übersicht ist im Werkverzeichnis Eva Rubin in der Architekturdatenbank Nextroom zu finden.

## Preise und Auszeichnungen
Eva Rubins Schaffen wurde mit folgenden Preisen gewürdigt:
- 1989 Anerkennungspreis des Landes Kärnten – Wohnhauserweiterung Pörtschach Sekull[7]
- 1994 Anerkennungspreis des Landes Kärnten – Erweiterung der Waldorfschule Klagenfurt[7]
- 1996 Anerkennungspreis im Rahmen Wettbewerb TU Wien, „Sonnengestützte Niedrigenergiehäuser“ (Strohlehmhaus)[7]
- 1997 G. Domenig Sonderpreis[7]
- 1999 Kärntner Frauenkulturpreis[11]
- 2001 Anerkennungspreis des Landes Kärnten – Sozialwohnbau Tiegring[4]
- 2007 Holzbaupreis (Auszeichnung) – Umbau und Sanierung Kursaal Krumpendorf[12]
- 2009 Würdigungspreis für besondere Leistungen der Architektur und Verdienste um die Baukultur des Landes Kärnten
- 2012 Kärntner Landesbaupreis – Wohnanlage Leutschacher Straße in Klagenfurt[13]
- 2013 Holzbaupreis – Privatkapelle Wimitz in Feldkirchen[14]
- 2018 Kärntner Landesbaupreis – Neues Wohnen an der Glan, gemeinsam mit Jürgen P. Wirnsberger[15]
- 2021 Nominierung ZV-Bauherrenpreis – Donau Hochwasserschutz Halle Sarling-Säusenstein in Ybbs an der Donau
- 2022 Anerkennungspreis Kulturpreis des Landes Niederösterreich[16] – Donau Hochwasserschutz Halle Sarling-Säusenstein in Ybbs an der Donau
- 2022 Anerkennung zum Kärntner Landesbaupreis – Ganztagesschule Hörzendorf[17]
- 2023 Kärntner Holzbaupreis – Drauforum Oberdrauburg[18]
- 2024 Österreichischer Bauherrenpreis 2024 - Drauforum Oberdrauburg